# ČEPS
ČEPS, a.s. je společnost zajišťující na území České republiky provoz elektroenergetické přenosové soustavy (elektrická vedení a zařízení 400 kV, 220 kV a vybraná vedení a zařízení 110 kV) na základě licence dle energetického zákona číslo 458/2000 Sb.
Udržuje, obnovuje a rozvíjí 44 rozvoden, s 78 transformátory převádějícími elektrickou energii z přenosové do distribuční soustavy, a trasy vedení s napěťovou hladinou 400 kV o délce 3508 km, 220 kV o délce 1910 km, 110 kV o délce 84 km.
ČEPS (Česká elektroenergetická přenosová soustava) poskytuje přenosové služby na území České republiky a dispečersky zajišťuje rovnováhu mezi výrobou a spotřebou elektrické energie v každém okamžiku. Současně je společnost začleněna do evropských struktur. Přiděluje formou aukcí přenosové kapacity pro export, import a tranzit elektrické energie. Firma se též podílí na formování trhu s elektřinou na území Evropy.

## Historie
Současná podoba české přenosové soustavy vznikala od 50. let minulého století. V roce 1950 byly doposud izolované přenosové systémy spojeny do jednoho celku a elektrárny na celém území republiky díky tomu mohly začít spolupracovat. V různých podobách byla soustava součástí centrálně řízené energetiky až do roku 1998.
- 1998: Rozhodnutím valné hromady byla z akciové společnosti ČEZ vyčleněna Divize přenosové soustavy, která postupně zahájila samostatnou činnost pod dnešním názvem ČEPS, a.s.
- 1999: ČEPS se přemístila do svého nového sídla v Praze 10 na Bohdalci, které vzniklo rekonstrukcí původního historického objektu rozvodny 22 kV z roku 1928.
- 2000: Do provozu byl uveden hlavní dispečink v sídle společnosti ČEPS. Bývalý energetický dispečink se sídlem v Ostravě zůstává jako záložní pracoviště, které je v případě potřeby schopné prakticky okamžitě převzít řízení celé přenosové soustavy.
- 2002: Díky přechodu na nový model řízení zdrojů je veškeré řízení výroby elektřiny pro plnění smluvních dodávek zajišťováno samotnými výrobci. ČEPS řídí pouze výkony nakoupených podpůrných služeb. Ve stejném roce byl v důsledku liberalizace trhu s elektřinou poprvé českým účastníkům trhu umožněn přeshraniční import a export elektřiny. Objem přeshraničních výměn elektřiny od té doby výrazně vzrostl.
- 2005: Akciová společnost ČEPS začala plnit funkci aukční kanceláře pro alokaci přeshraničních přenosových kapacit pro obchod s elektřinou. Zavedly se pravidelné roční, měsíční a koordinované denní aukce na společných přeshraničních vedeních se sousedními provozovateli přenosových soustav (kromě Rakouska). Později vznikla aukční kancelář v německém Freisingu.
- 2007: Proběhla kompletní modernizace dispečerského sálu v sídle společnosti, která zahrnovala instalaci nového sjednoceného dispečerského řídicího systému TRIS.
- 2008: Přenosové soustavy České republiky, Maďarska, Polska a Slovenska se staly samostatnými regulačními bloky plně odpovědnými za řízení svých oblastí. Přešly tak do pozice obvyklé v Evropě, kdy národní provozovatel přenosové soustavy vystupuje samostatně vůči jednomu ze dvou evropských koordinačních center. ČEPS je koordinována centrem pro severní část evropské synchronní zóny, společností Amprion se sídlem v německém Brauweileru.
- 2009: Propojil se krátkodobý trh s elektřinou mezi Českou republikou a Slovenskem (tzv. market coupling).
- 2010: Byl zahájen rozsáhlý proces modernizace a rozvoje české přenosové soustavy. Dlouhodobý plán rozvoje zajistí udržení spolehlivého fungování a řízení přenosové soustavy i v budoucnu. Plán reaguje na nové požadavky tuzemských zákazníků, ale i na trendy v evropské energetice a stupňující se nároky vyplývající z mezinárodní spolupráce. Do roku 2025 plánuje ČEPS investovat přes 60 miliard korun do modernizace rozvoden, výstavby nových vedení, posílení některých stávajících vedení a výstavby transformátoru s řízeným posuvem fáze.
- 2011: Do provozu byla uvedena nová transformovna Kletné v Moravskoslezském kraji. Rozvodna Hradec oslavila 50 let činnosti.
- 2012: Propojil se krátkodobý trh s elektřinou (market coupling) mezi Českou republikou, Slovenskou republikou a Maďarskem.
- 2025: Výpadek elektřiny 4. července v Česku.

## Činnost
Činnosti ČEPS jsou monopolem (na území státu existuje jediná přenosová soustava). ČEPS má výhradní licenci na dálkový přenos elektřiny vysokého napětí.
Činnost ČEPS je upravena evropskou a českou legislativou, zejména zákonem č. 458/2000 Sb., ze dne 28. listopadu 2000, o podmínkách podnikání a o výkonu státní správy v energetických odvětvích a o změně některých zákonů (energetický zákon), ve znění pozdějších předpisů. Výkon regulace zajišťuje Energetický regulační úřad.
Nejdůležitější činností ČEPS je provádění dispečerského řízení přenosové soustavy na území Česka v reálném čase. ČEPS je konkrétně zodpovědná za stabilitu výkonu a frekvence, regulace napětí a jalového výkonu. Pro zajišťování stability uvedených parametrů ČEPS nakupuje na trhu potřebné výkonové rezervy.
ČEPS dále zpracovává a testuje plán obrany přenosové soustavy proti šíření poruch a plán obnovy elektrizační soustavy po rozsáhlých systémových poruchách.

## Mezinárodní aktivity
ČEPS spolupracuje především se sousedními provozovateli přenosových soustav v Německu, Polsku, Rakousku a na Slovensku, dále s partnery v rámci regionu střední a východní Evropy (region CEE – ČR, SR, Německo, Rakousko, Polsko, Maďarsko a Slovinsko) a na evropské úrovni je členem asociace ENTSO-E.
ENTSO-E
European Network of Transmission System Operators for Electricity (Evropská síť provozovatelů elektroenergetických přenosových soustav) je asociací 41 evropských provozovatelů přenosových soustav z celkem 34 zemí Evropy - členských i nečlenských zemí EU.
ENTSO–E, její náplň a vazby k dalším unijním orgánům jsou odvozeny z evropské energetické legislativy – tzv. 3. Energetického liberalizačního balíčku.
K hlavním cílům asociace ENTSO-E patří strategie dotváření vnitřního trhu a přeshraničního obchodu s elektřinou, zajištění optimálního řízení a rozvoje evropských elektroenergetických přenosových soustav v rámci jejich koordinované spolupráce.
Jednou z nejdůležitějších aktivit ENTSO-E je tvorba síťových kodexů, které se jako závazné dokumenty stanou součástí sekundární legislativy EU.
CEE TSO
Sdružení osmi středoevropských provozovatelů přenosových soustav (TSO) pro regionální koordinaci, především při řešení úzkých míst.
CEE TSO bylo založeno v dubnu 2007 jako volné sdružení. Členy jsou provozovatelé přenosových soustav Austrian Power Grid - APG (Rakousko); ČEPS (Česko); 50Hertz Transmission, TenneT TSO (Německo); PSE (Polsko); ELES (Slovinsko); MAVIR (Maďarsko) a SEPS (Slovensko).
Kromě bezpečnosti provozu a koordinace rozvoje sítí se CEE TSO od začátku své činnosti soustředilo zvláště na témata rozvoje tržního prostředí jako je koordinovaná alokace přenosových kapacit v CEE regionu s případnou možností implementace nové alokační metody FBA (Flow - Based Allocation).
Úsilí o koordinaci přidělování kapacit v regionu CEE vyústilo v červenci 2008 v založení společné aukční kanceláře CAO (Central Allocation Office GmbH) pro 8 členů CEE TSO se sídlem ve Freisingu u Mnichova. CAO provádí koordinované aukce přeshraničních přenosových kapacit všech členských TSO regionu CEE.
EURELECTRIC
Asociace evropské elektroenergetiky, která zastupuje zájmy elektrárenského průmyslu vůči EU, zvláště při tvorbě legislativy.
Všechny země EU jsou plnými členy, k tomu se řadí přidružení a asociovaní členové z celého světa. Členství je založeno na národních zastoupeních, v případě ČR se jedná o Český svaz zaměstnavatelů v energetice. ČEPS je reprezentována v EURELECTRIC-CZ a má zastoupení v relevantních mezinárodních pracovních skupinách zaměřených výhradně na portfolio činnosti provozovatelů přenosových soustav.
CIGRE
Profesní světová asociace elektroinženýrů (založena 1921), která je platformou pro výměnu informací z výzkumu, vývoje a praxe technologických řešení všech součástí přenosových a distribučních sítí a provozování a rozvoje těchto sítí.
Zástupci ČEPS jsou aktivními členy v řídicích i pracovních orgánech asociace.
TSC - TSO Security Cooperation
TSC (Bezpečnostní spolupráce provozovatelů přenosových soustav) vznikla v prosinci 2008 jako decentralizovaná iniciativa na podporu regionální evropské spolupráce v oblasti bezpečnosti a spolehlivosti provozu členských přenosových soustav a celé Evropy. Jejími členy jsou APG Austrian Power Grid, (Rakousko); ČEPS (Česko); 50Hertz Transmission, Amprion, TnBW Transportnetze, TenneT TSO (Německo); TenneT TSO (Nizozemsko); PSE (Polsko); swissgrid (Švýcarsko); ELES (Slovinsko) a HOPS (Chorvatsko). Maďarský provozovatel přenosové soustavy MAVIR je od vzniku iniciativy v pozici pozorovatele.
Hlavním cílem iniciativy TSC, ke které se mohou připojit i další provozovatelé přenosových soustav, je zajištění bezpečného provozu evropských přenosových sítí zásobujících elektřinou území s více než 185 milióny obyvatel. Od ledna 2011 je platforma CTDS pro sdílení dat a koordinované hodnocení bezpečnosti provozu na základě kritéria n-1 v plném provozu, spolu s videokonferenčním systémem pro usnadnění vzájemných rozhovorů pracovníků útvarů přípravy provozu a dispečinků. Od června 2012 byl po dohodě s národními regulačními orgány spuštěn roční zkušební provoz zahrnující i možnost vícestranných opatření v sítích, jehož cílem je mimo jiné nalézt vhodné finální řešení ekonomických aspektů spolupráce v rámci rozdělování nákladů za nápravná opatření.
Od roku 2012 se změnila forma TSC z projektu na společnou kancelář (Central Service Providing Entity) se stálým sídlem v německém Mnichově.
Grid Control Cooperation – IGCC a e-GCC
Tento mezinárodní projekt rozšiřuje možnost přeshraniční výměny regulační energie (tzn. energie potřebné pro vyrovnání odchylky mezi okamžitou výrobou a spotřebou elektřiny) s evropskými provozovateli přenosových soustav. Díky projektu lze snížit náklady na regulační energii a zároveň zachovat osvědčené struktury regulačních oblastí z hlediska bezpečnosti provozu. ČEPS je v současné době zapojena do dvou mezinárodních projektů:
•	e-GCC – společně s provozovateli přenosových soustav ze Slovenska a Maďarska.
•	IGCC (International Grid Control Cooperation) - společně s provozovateli přenosových soustav z Německa, Dánska, Nizozemska, Švýcarska a Belgie.
World Energy Council - WEC
Je mezinárodní asociace se sídlem v Londýně, působící od roku 1923 v oblastech energetického výzkumu a vývoje, mezinárodní studijní činnosti, regionálních a technických programů na podporu opatřování energetických zdrojů, rozvoje výroby, přepravy, přenosu, distribuce a užití energie. Od roku 1993 působí v České republice Energetický komitét ČR / WEC, který je národní asociací složenou ze společností, organizací a firem z energetických odvětví uhelného průmyslu, plynárenství, energetiky a teplárenství, včetně dodavatelských, výzkumných, studijních a poradenských organizací a technických univerzit. Funkci předsedy Energetického komitétu ČR - WEC vykonává představitel společnosti ČEPS.

## Spor o připojování solárních a větrných elektráren
V únoru 2010 vyzvala ČEPS distribuční energetické společnosti (ČEZ distribuce, E.ON distribuce a PREdistribuce), aby zastavily připojování solárních a větrných elektráren do sítě. Distributoři na základě této žádosti vzápětí zastavili příjem žádosti pro nové solární a větrné elektrárny. Podle ekologických nevládních organizací Greenpeace, Hnutí DUHA, Ekologického právního servisu a Calla selhala ČEPS v přípravě na boom obnovitelných zdrojů energie. Někteří ekologové také vyzvali k odvolání představenstva společnosti. Upozorňují na to, že zatímco ČEPS nové solární elektrárny připojovat nechce, nemá výhrady k plánovanému připojení až 5300 MW v paroplynových elektrárnách a nových jaderných reaktorů s maximálním výkon až 3400 MW. ČEPS se hájí, že do rozvoje přenosové soustavy dlouhodobě investuje a že hlavním problémem fotovoltaických elektráren je jejich nepoužitelnost pro regulaci soustavy.

## Sídlo, kontakty
Sídlem společnosti ČEPS je Praha. Předsedou představenstva je od roku 2018 Martin Durčák. Jeho předchůdci jsou Jan Kalina a Vladimír Tošovský, který ve funkci působil mezi lety 2007–2016 včetně doby, kdy odstoupil z důvodu ročního působení jako ministr průmyslu a obchodu.